# Малео (птах)
Малео (Macrocephalon maleo) — вид куроподібних птахів родини великоногових (Megapodiidae).

## Поширення
Ендемік Індонезії. Поширений на Сулавесі та Бутоні. За оцінками популяція виду оцінюється у 4000–7000 племінних пар.

## Опис
Птах завдовжки 55—60 см. Оперення чорного кольору, лише черево та нижня частина грудей світло-рожеві. На голові є шолом чорного кольору. Лицьова маска неоперена, з голою шкірою жовтого кольору. Дзьоб помаранчево-червонуватий. Очі червонувато-коричневі.

## Спосіб життя

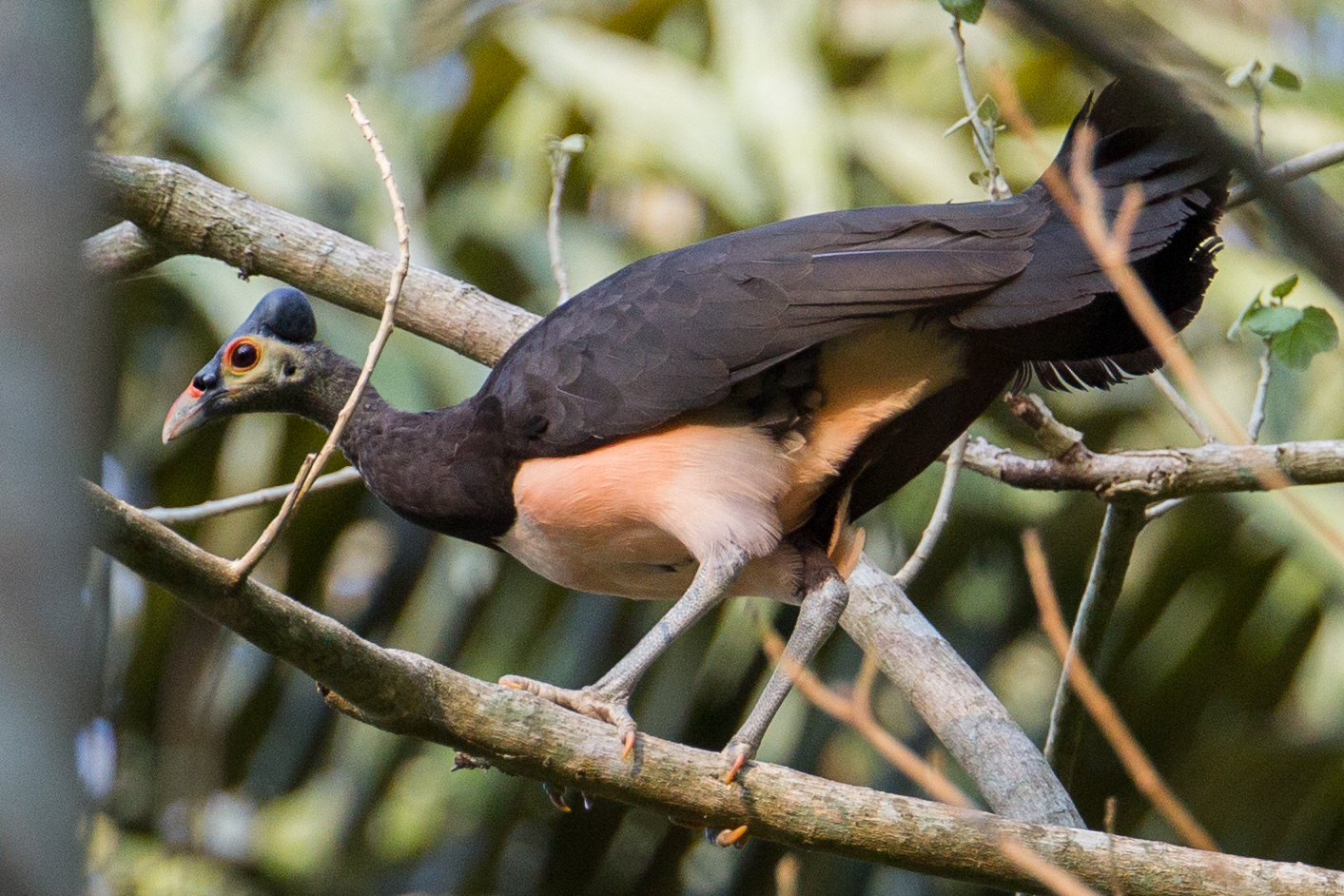
Малео, Північне Сулавесі

Живе у низовинних тропічних дощових лісах до 1000 м над рівнем морем. Наземний птах. Живиться комахами, насінням, ягодами, корінням тощо. Утворює моногамні пари на все життя. Розмножується цілий рік. Самиця відкладає яйця у вулканічний ґрунт або пісок на річкових або морських пляжах. У кладці 8-12 яєць. Самець доглядає за кладкою, періодично вимірюючи дзьобом температуру у гнізді. Він регулює температуру нагортаючи або розпорпуючи пісок. Також він захищає яйця від хижаків. Пташенята, вилупившись, майже відразу стають самостійними, а вже через декілька днів здатні літати.